# Bonnie Raitt
Bonnie Lynn Raitt (IPA: /ˈbɒni lɪn reɪt/; Burbank, 8 novembre 1949) è una cantante e chitarrista statunitense.

## Biografia

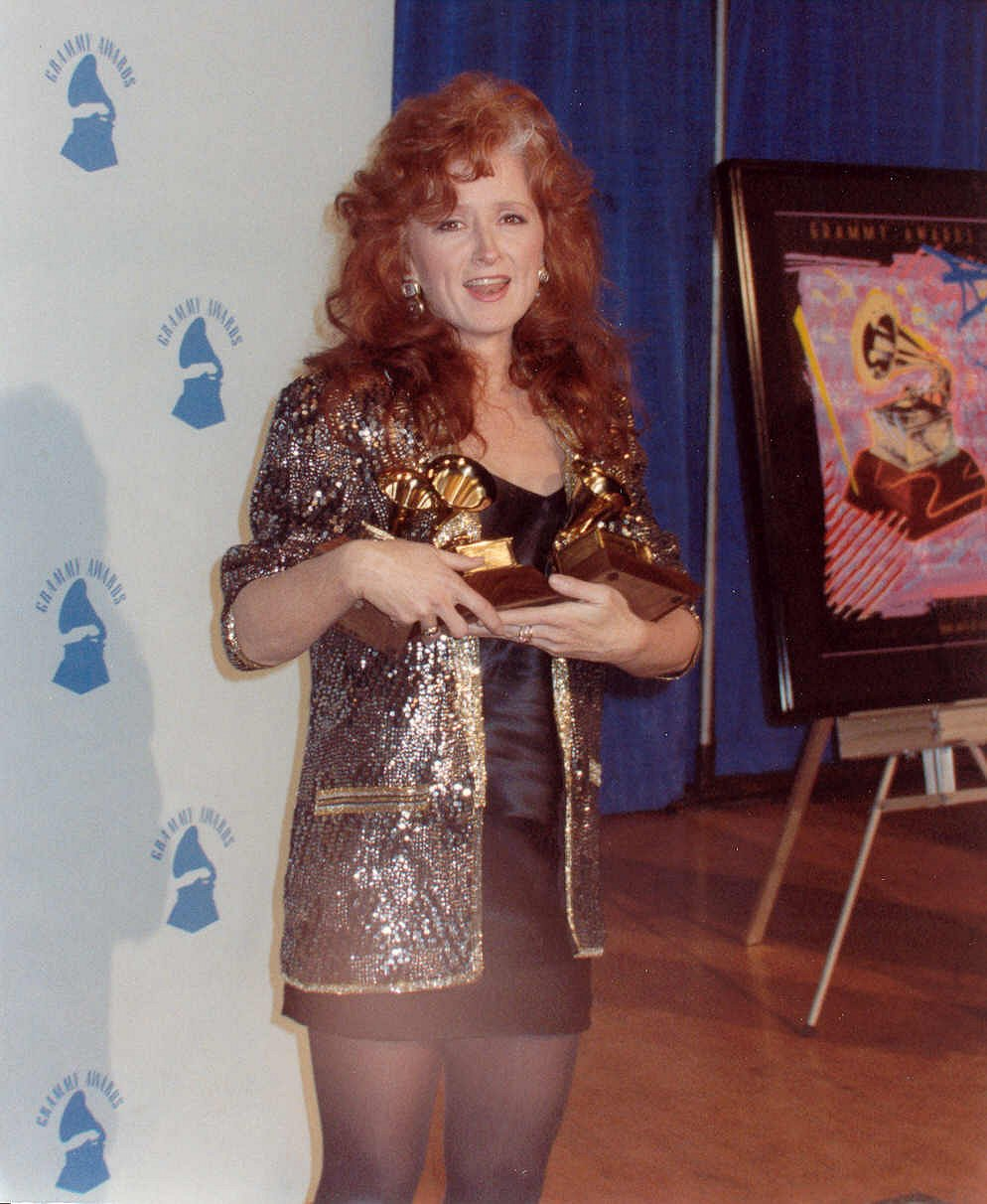
Bonnie Raitt ai Grammy Award del 1990

Cresce in una famiglia che ha determinato in lei un grande stimolo musicale: la madre Marjorie Haydock è infatti un'ottima pianista, mentre il padre John Raitt è una star dei musical a Broadway.
Fin da piccola, Bonnie si appassiona al suo amatissimo strumento, la chitarra, che nel corso degli anni imparerà a suonare con lo slide, fino ad essere riconosciuta oggi tra i più autorevoli interpreti di questa particolare tecnica.
In tutti i suoi dischi, che specie nei primi anni erano un mix di brani di vari autori, è sempre stata presente una marcata, sentita e profonda passione blues, con venature folk, country e rock. Negli USA è chiamata "la baronessa del blues". Progressivamente, nel corso degli anni, Bonnie ha introdotto nei suoi album anche brani composti di proprio pugno, avvalendosi sempre della collaborazione di strumentisti di prim'ordine.
Con l'album Nick of Time, nel 1990 raggiunge la prima posizione della classifica Billboard 200. Anche l'album Longing in Their Hearts nel 1994 raggiunge lo stesso primato della Billboard 200.
Per quanto riguarda i premi discografici, il suo album Nick of Time vince 3 Grammy Award, ed altrettanti l'album Luck of the Draw. Un Grammy le viene accreditato anche per il duetto con John Lee Hooker nel brano I'm in the Mood. La Raitt vince inoltre un Grammy per Something to Talk About come migliore performance pop femminile e due Grammy per l'album Longing in Their Hearts.
Il 3 marzo 2000, a Cleveland, Bonnie Raitt viene inserita nella Rock and Roll Hall of Fame.
Dopo la pubblicazione, nel 2005, di "Souls Alike", abbandona temporaneamente le scene a causa di una tragica serie di lutti personali: in questi anni oltre ai genitori perde anche il suo migliore amico. "Ho bisogno di un po' di tempo per riconciliarmi con quella parte della mia vita che non ha nulla a che fare con la musica", ebbe a dire.
Il silenzio viene interrotto nel 2012 con l'album "Slipstream": il disco, stampato dall'etichetta di proprietà della cantante, la Redwing, include due riletture di altrettanti brani di Bob Dylan, oltre ad una cover in chiave reggae di "Right down the line" di Gerry Rafferty. La produzione della maggior parte dei brani dell'album è stata affidata a Joe Henry, cantautore noto al grande pubblico per essere il marito di Melanie Ciccone, sorella di Madonna. L'album raggiunge la sesta posizione nella classifica Billboard 200.
Nel 2011 la rivista Rolling Stone la pone al 50º posto nella classifica dei migliori cantanti pop-rock e all'89º posto tra i migliori chitarristi di sempre.

## Discografia
Album in studio
- 1971 - Bonnie Raitt
- 1972 - Give It Up
- 1973 - Takin' My Time
- 1974 - Streetlights
- 1975 - Home Plate
- 1977 - Sweet Forgiveness
- 1979 - The Glow
- 1982 - Green Light
- 1986 - Nine Lives
- 1989 - Nick of Time
- 1991 - Luck of the Draw
- 1994 - Longing in Their Hearts
- 1998 - Fundamental
- 2002 - Silver Lining
- 2005 - Souls Alike
- 2012 - Slipstream
- 2016 - Dig in Deep
- 2022 - Just Like That...

Raccolte
- 1990 - The Bonnie Raitt Collection
- 2003 - The Best of Bonnie Raitt

Live
- 1995 - Road Tested
- 2006 - Bonnie Raitt and Friends

Collaborazioni

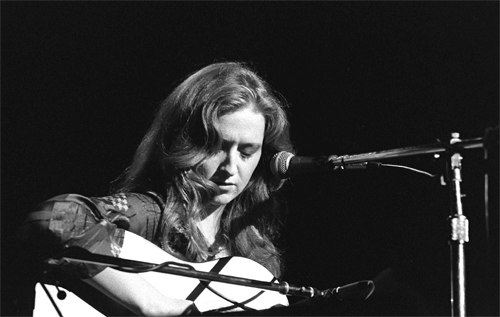
Bonnie Raitt negli anni settanta

- 1993 - Love Letters (con Elton John)